# Josef Černý (politik ČSS)
Josef Černý (22. ledna 1897 [???] – ???) byl český a československý politik Československé strany socialistické a poslanec Národního shromáždění ČSR.

## Biografie
V roce 1948 se uvádí jako desinfektor a člen předsednictva Československé strany socialistické, bytem Praha.
Po únorovém převratu v roce 1948 patřil k frakci tehdejší národně socialistické strany loajální vůči Komunistické straně Československa, která v národně socialistické straně převzala moc a proměnila ji na Československou socialistickou stranu coby spojence komunistického režimu. Po volbách do Národního shromáždění roku 1948 získal mandát v parlamentu za volební kraj Pardubice. V parlamentu zasedal až do konce funkčního období, tedy do voleb v roce 1954.